# Українська (станція)
Украї́нська — вузлова проміжна залізнична станція Запорізької дирекції Придніпровської залізниці.
Розташована у селі Новоуспенівка Веселівського району Запорізької області на перетині двох ліній Федорівка — Нововесела та Українська — Каховське Море між станціями Дніпрорудне (19 км), Нововесела (10 км) та Федорівка (27 км).

## Історія
Станція побудована 1956 року при прокладанні лінії Снігурівка — Федорівка.